# Sō Kataoka
Sō Kataoka (japanisch 片岡 爽 Kataoka Sō; * 20. April 1992 in der Präfektur Hyōgo) ist ein japanischer Fußballspieler.

## Karriere
Kataoka erlernte das Fußballspielen in der Jugendmannschaft von Vissel Kobe und der Universitätsmannschaft der Universität Tsukuba. Seinen ersten Vertrag unterschrieb er 2015 beim FC Imabari in Imabari. 2019 wurde er an den Drittligisten Fujieda MYFC nach Fujieda ausgeliehen. Nach Ende der Ausleihe wurde er von Fujieda am 1. Februar 2020 fest unter Vertrag genommen. Für Fujieda absolvierte er insgesamt zwanzig Drittligaspiele. Im Januar 2021 unterschrieb er einen Vertrag beim Viertligisten Nara Club. Am Ende der Saison 2022 feierte er mit dem Verein die Meisterschaft und den Aufstieg in die dritte Liga.

## Erfolge
Nara Club
- Japanischer Viertligameister: 2022  ▲